# Вулиця Солов'їна (Львів)
Вулиця Солов'їна — вулиця у Залізничному районі міста Львова, в місцевості Сигнівка. Пролягає від будинку на вулиці Кричевського, 63 та закінчується вузькою стежкою між ЖК «Кайзер» (вул. Кричевського, 67) та житловим будинком по вулиці Кричевського, 65, хоча ще наприкінці 1980-х років вулиця Солов'їна напряму сполучалася з вулицею Патона.

## Історія
До 1962 року вулиця мала назву — Соловія, а від 1962 року сучасна назва.

## Забудова
На вулиці Солов'їній присутня одноповерхова садибна, індивідуальна нового часу та багатоповерхова забудова 2000—2010-х років.
№ 6а — за цією адресою знаходиться каплиця 3-х Блаженних Священомучеників УГКЦ Миколая Чарнецького, Василя Величковського та Івана Слезюка, що 2003 року була освячена Патріархом УГКЦ Любомиром кардиналом Гузаром за участю владик Юліана Вороновського та Гліба Лончини.